# Tro (sång)
"Tro" är en balladlåt skriven och framförd av Marie Fredriksson. Hon hade en hit med låten 1996, då den kom som singel och på hennes album I en tid som vår.

## Listplaceringar

### Svensktoppen
Sången "Tro" testades på Sveriges Radios hitlista Svensktoppen och gick den 16 november 1996 rakt in på nionde plats. Den 23 november 1996 låg "Tro" kvar på samma plats, och slogs den 30 november 1996 ut från Svensktoppen .

### Tracks
Även på Sveriges Radios hitlista Tracks testades "Tro". Den gick in på 15:e plats den 26 oktober 1996. Den 2 november 1996 var sången uppe på tolfte plats där den låg även de två kommande omgångarna. Den 23 november 1996 hade "Tro" åkt ner på 23:e plats, och det var sångens sista besök på den listan.

## Coverversioner
- Shirley Clamp spelade in en cover på "Tro", på sitt coveralbum Favoriter på svenska från 2006 [2].
- Erik Linder spelade 2009 in låten på albumet Inifrån.[3]

## Listplaceringar
| Lista (1996-1997) | Topplacering |
| ----------------- | ------------ |
| Sverige           | 8            |